# Roger Evans
Jeremy Roger Evans, baron Evans de Guisborough (né le 23 juin 1964) est un homme politique britannique qui est adjoint au maire de Londres sous Boris Johnson de 2015 à 2016. Membre du Parti conservateur, il est un ancien membre de l'Assemblée de Londres pour Havering et Redbridge et un ancien conseiller et chef du groupe conservateur dans l'arrondissement londonien de Waltham Forest. En décembre 2024, il est nommé à la Chambre des lords.

## Jeunesse
Evans est né dans le Lancashire et a déménagé à Londres en 1987. Il travaille pour Royal Mail pendant 10 ans avant de suivre une formation d'avocat. Il est admis au barreau en 1997 et est membre du Middle Temple. Il travaille comme conseiller juridique auprès d'une société de recrutement informatique de 1998 à 2000.

## Conseiller municipal de Londres
Evans est élu au conseil municipal de Waltham Forest London Borough pour le quartier Valley (couvrant South Chingford) en 1990, 1994 et 1998,,. Il se présente aux élections pour le quartier de Cann Hall en 2002, mais n'a pas été élu. Il est porte-parole de l'opposition en matière d'audit (1991), de logement (1992), chef adjoint (1993) et chef du groupe conservateur de 1994 à 1998.
En mai 2006, il est élu au conseil municipal de Havering London Borough, pour le quartier d'Elm Park et à nouveau en 2010,.

## Autorité du Grand Londres
Il est élu pour la première fois à l'Assemblée de Londres pour Havering et Redbridge en 2000 et conserve son siège aux élections de 2004, 2008 et 2012,,,. Jusqu'en 2008, il est porte-parole conservateur pour les transports et président de la commission des transports. En septembre 2007, il est élu chef adjoint du groupe conservateur à l'hôtel de ville. En 2008, il conserve son siège lors d'une élection qui réélit Boris Johnson à la mairie de Londres et, en septembre 2008, il devient chef du groupe conservateur, désormais fort de onze membres, poste qu'il occupe jusqu'en 2011. Aux élections de 2012, il est réélu avec une majorité réduite.
Le 13 mai 2015, Evans devient adjoint au maire de Londres, remplaçant Victoria Borwick qui a été élue au Parlement.

## Retraite
En 2016, Evans annonce sa retraite de la politique pour poursuivre une carrière de coach de prise de parole en public.
En 2024, Evans se voit accorder une pairie à vie à la Chambre des lords par le Parti conservateur dans le cadre des pairies politiques de 2024. Il entre à la chambre des Lords le 6 février 2025.